# Vegard Breen
Vegard Breen (Eidsvoll, 8 de febrero de 1990) es un ciclista noruego que fue profesional desde 2010 hasta 2017.

## Palmarés
2012
- La Côte Picarde

2013
- Ronde de l'Oise

## Resultados en Grandes Vueltas y Campeonatos del Mundo
| Carrera              | Carrera              | 2010 | 2011 | 2012 | 2013 | 2014  | 2015 | 2016  | 2017 |
| -------------------- | -------------------- | ---- | ---- | ---- | ---- | ----- | ---- | ----- | ---- |
|                      | Giro de Italia       | —    | —    | —    | —    | —     | —    | —     | —    |
|                      | Tour de Francia      | —    | —    | —    | —    | —     | —    | 167.º | —    |
|                      | Vuelta a España      | —    | —    | —    | —    | 129.º | —    | —     | —    |
| Mundial en Ruta      | Mundial en Ruta      | —    | —    | —    | —    | —     | Ab.  | —     | —    |
| Mundial Contrarreloj | Mundial Contrarreloj | —    | —    | —    | —    | 45.º  | —    | —     | —    |

—: no participa

Ab.: abandono